# Pongsiri P.K.Saenchaimuaythaigym
Pongsiri P.K. Saenchai Muaythaigym (en tailandés: พงษ์ศิริ พี.เค.แสนชัยมวยไทยยิม) es un peleador de Muay Thai tailandés que actualmente compite en la categoría de peso gallo de ONE Championship.

## Carrera de Muay Thai

### ONE Championship
Pongsiri enfrentó a Phetmorakot Petchyindee Academy por el Campeonato Inaugural de Muay Thai de Peso Pluma de ONE el 7 de febrero de 2020, en ONE Championship: Warrior's Code. Pongsiri perdió la pelea por decisión unánime.
Pongsiri enfrentó a Phonaek Or Kwanmuang en Prachinburi en el Omnoi Stadium, en marzo de 2020 por el título de 147 libras de Omnoi Stadium. Pongsiri ganó la pelea y el título por deicsión.
Pongsiri enfrentó a Sorgraw Petchyindee el 14 de agosto de 2020, en ONE Championship: No Surrender 2. Perdió la pelea por decisión dividida.
Pongsiri enfrentó a Sean Clancy el 11 de septiembre de 2020, en ONE Championship: A New Breed 2. Ganó la pelea por decisión unánime.
Pongsiri estaba programado para enfrentar a Liam Harrison el 14 de abril de 2021, en ONE on TNT 2. Sin embargo, la pelea fue cancelada luego de que la situación del COVID-19 en Reino Unido impidiera a Harrison viajar.
Pongsiri enfrentó al ex-Campeón Mundial de Kickboxing de Peso Gallo de ONE Alaverdi Ramazanov el 26 de noviembre de 2021, en ONE Championship: NextGen 3. Perdió la pelea por KO en el primer asalto.
Pongsiri estaba programado para enfrentar a Liam Harrison el 14 de enero de 2023, en ONE Fight Night 6. Sin embargo, Harrison se retiró de la pelea por lesiones que requerían cirugía y la pelea fue cancelada.
Pongsiri enfrentó a Ferzan Çiçek el 27 de enero de 2023, en ONE Friday Fights 2. Ganó la pelea por decisión unánime.
Pongsiri estaba programado para enfrentar a Tyson Harrison el 31 de marzo de 2023, en ONE Friday Fights 11. Sin embargo, Pongsiri se retiró de la pelea por una lesión y fue reemplazado por Rambo Petch Por.Tor.Or.
Pongsiri enfrentó a Tyson Harrison el 26 de mayo de 2023, en ONE Friday Fights 18. Ganó la cerrada pelea por decisión unánime. Esta pelea lo hizo merecedor de su primer premio de Actuación de la Noche.

## Campeonatos y logros
- ONE Championship
  - Actuación de la Noche (Una vez) vs. Tyson Harrison

- Professional Boxing Association of Thailand (PAT)
  - Campeonato de 112 libras de Tailandia de 2007[16]
- Lumpinee Stadium
  - Campeonato de 112 libras de Lumpinee Stadium de 2007
  - Campeonato de 147 libras de Lumpinee Stadium de 2016[17]
- Channel 7 Stadium
  - Campeonato de 147 libras de Channel 7 Stadium de 2016
- World Professional Muaythai Federation
  - Campeonato de 154 libras de WPMF de 2017
- Phoenix FC
  - Campeonato de 154 libras de Phoenix FC de 2018
- Omnoi Stadium
  - Campeonato de 147 libras de Omnoi Stadium de 2020

## Récord en Muay Thai
| Récord en Muay Thai                                 | Récord en Muay Thai | Récord en Muay Thai             | Récord en Muay Thai                                | Récord en Muay Thai               | Récord en Muay Thai     | Récord en Muay Thai | Récord en Muay Thai |
| --------------------------------------------------- | ------------------- | ------------------------------- | -------------------------------------------------- | --------------------------------- | ----------------------- | ------------------- | ------------------- |
| 159 Victorias, 38 Derrotas, 11 Empates              |                     |                                 |                                                    |                                   |                         |                     |                     |
| Fecha                                               | Resultado           | Oponente                        | Evento                                             | Localización                      | Método                  | Ronda               | Tiempo              |
| 18-08-2023                                          | Derrota             | Fariyar Aminipour               | ONE Friday Fights 29                               | Bangkok, Tailandia                | Decisión (Unánime)      | 3                   | 3:00                |
| 06-07-2023                                          | Victoria            | Fabio Reis                      | ONE Friday Fights 24, Lumpinee Stadium             | Bangkok, Tailandia                | Decisión (Mayoritaria)  | 3                   | 3:00                |
| 26-05-2023                                          | Victoria            | Tyson Harrison                  | ONE Friday Fights 18, Lumpinee Stadium             | Bangkok, Tailandia                | Decisión (Unánime)      | 3                   | 3:00                |
| 2023-01-27                                          | Victoria            | Ferzan Cicek                    | ONE Friday Fights 2, Lumpinee Stadium              | Bangkok, Tailandia                | Decisión (Unánime)      | 3                   | 3:00                |
| 2022-10-22                                          | Derrota             | Pasquale G.Amoroso              | The King of the Ring 7                             | Cesinali, Italia                  | Decisión                | 5                   | 3:00                |
| For the vacant WMO World Welterweight title         |                     |                                 |                                                    |                                   |                         |                     |                     |
| 2022-07-08                                          | Victoria            | Fabio Venum Camp                | Muay Thai Fighter X                                | Pathum Thani, Tailandia           | Decisión                | 5                   | 3:00                |
| 2022-03-19                                          | Victoria            | Mohammad Siasarani              | Muay Thai Fighter X                                | Prachuap Khiri Khan, Tailandia    | Decisión                | 5                   | 3:00                |
| 2022-02-19                                          | Derrota             | Mohammad Siasarani              | Muay Thai Fighter X                                | Prachuap Khiri Khan, Tailandia    | Decisión                | 5                   | 3:00                |
| 2021-11-26                                          | Derrota             | Alaverdi Ramazanov              | ONE Championship: NextGen III                      | Kallang, Singapur                 | KO (Puñetazo)           | 1                   | 2:39                |
| 2020-11-29                                          | Derrota             | Saemapetch Fairtex              | Channel 7 Stadium                                  | Bangkok, Tailandia                | KO                      | 3                   |                     |
| 2020-09-11                                          | Victoria            | Sean Clancy                     | ONE Championship: A New Breed 2                    | Bangkok, Tailandia                | Decisión (Unánime)      | 3                   | 3:00                |
| 2020-08-14                                          | Derrota             | Sorgraw Petchyindee             | ONE Championship: No Surrender 2                   | Bangkok, Tailandia                | Decisión (Dividida)     | 3                   | 3:00                |
| 2020-03-07                                          | Victoria            | Phonek Or.Kwanmuang             | SuekJaoMuayThai, Omnoi Stadium                     | Samut Sakhon, Tailandia           | Decisión                | 5                   | 3:00                |
| Wins the vacant Omnoi Stadium 147 lbs title         |                     |                                 |                                                    |                                   |                         |                     |                     |
| 2020-01-16                                          | Victoria            | Phonek Or.Kwanmuang             | SuekJaoMuayThai, Omnoi Stadium                     | Samut Sakhon, Tailandia           | Decisión                | 5                   | 3:00                |
| 2020-02-07                                          | Derrota             | Phetmorakot Petchyindee Academy | ONE Championship: Warrior's Code                   | Yakarta, Indonesia                | Decisión (Unánime)      | 5                   | 3:00                |
| For the inaugural ONE Featherweight Muay Thai title |                     |                                 |                                                    |                                   |                         |                     |                     |
| 2019-12-24                                          | Victoria            | Singsuriya PornchaiPlazaRomKlao | Tded99, Lumpinee Stadium                           | Bangkok, Tailandia                | Decisión                | 5                   | 3:00                |
| 2019-11-07                                          | Derrota             | Phonek Or.Kwanmuang             | Ruamponkon Prachin                                 | Prachinburi Province, Tailandia   | Decisión                | 5                   | 3:00                |
| 2019-07-30                                          | Victoria            | Singsuriya PornchaiPlazaRomKlao | PK Saenchai + SorJor.TongPrachin, Lumpinee Stadium | Bangkok, Tailandia                | Decisión                | 5                   | 3:00                |
| 2019-06-20                                          | Victoria            | Singsuriya PornchaiPlazaRomKlao | Sor.Sommai, Rajadamnern Stadium                    | Bangkok, Tailandia                | Decisión                | 5                   | 3:00                |
| 2019-04-12                                          | Derrota             | Meun Sophea                     | Bayon boxing                                       | Camboya                           | KO (Patadas Bajas)      | 2                   | 2:45                |
| 2019-03-23                                          | Empate              | Long Sophy                      | Seatv Kun Khmer                                    | Camboya                           | Decisión                | 5                   | 3:00                |
| 2019-03-17                                          | Victoria            | Avatar Tor.Morsri               | Chang MuayThai Kiatpetch, OrTorGor.3 Stadium       | Nonthaburi Province, Tailandia    | Decisión                | 5                   | 3:00                |
| 2019-02-11                                          | Derrota             | Kaito Ono                       | SHOOT BOXING 2019 act.1                            | Tokio, Japón                      | Decisión (Unánime)      | 5                   | 3:00                |
| 2018-12-23                                          | Victoria            | Marlon Santos                   | Topking World Series                               | Tailandia                         | Decisión                | 3                   | 3:00                |
| 2018-10-28                                          | Derrota             | Chadd Collins                   | Topking World Series                               | Tailandia                         | Decisión                | 3                   | 3:00                |
| 2018-10-05                                          | Victoria            | Reza Ahmadnezhad                | Muay Nai Khanom Tom – Muay Thai Expo               | Buriram, Tailandia                | Decisión                | 3                   | 3:00                |
| 2018-08-29                                          | Victoria            | Shinji Suzuki                   | Suk Wan Kingtong "Go to Raja"                      | Tokio, Japón                      | Decisión (Unánime)      | 5                   | 3:00                |
| 2018-07-15                                          | Victoria            | Avatar Tor.Morsri               | MuayThaiJedsee, Channel 7 Stadium                  | Bangkok, Tailandia                | Decisión                | 5                   | 3:00                |
| 2018-05-22                                          | Victoria            | Rafi Bohic                      | Phoenix 8, Lumpinee Stadium                        | Bangkok, Tailandia                | Decisión                | 5                   | 3:00                |
| Wins the Phoenix FC −154 lbs belt.                  |                     |                                 |                                                    |                                   |                         |                     |                     |
| 2018-04-21                                          | Victoria            | Cristian Marzullo               | Thai Fight                                         | Roma, Italia                      | KO (Codazo Derecho)     | 2                   |                     |
| 2018-03-24                                          | Victoria            | Victor Conesa                   | Thai Fight                                         | España                            | TKO (Golpes)            | 2                   |                     |
| 2018-02-18                                          | Derrota             | Manachai YokkaoMuayThai         | MuayThaiJedsee, Channel 7 Stadium                  | Bangkok, Tailandia                | Decisión                | 5                   | 3:00                |
| 2017-12-16                                          | Victoria            | Samuel Bark                     | WPMF King's Birthday                               | Tailandia                         | Decisión                | 5                   | 3:00                |
| Wins WPMF World 154 lbs title.                      |                     |                                 |                                                    |                                   |                         |                     |                     |
| 2017-10-15                                          | Derrota             | Jordan Watson                   | Yokkao 28                                          | Bolton, Inglaterra                | KO (Patada a la Cabeza) | 2                   | 3:00                |
| For the Yokkao −70kg title.                         |                     |                                 |                                                    |                                   |                         |                     |                     |
| 2017-09-30                                          | Empate              | Samuel Bark                     | Top King 16                                        | Fujian, China                     | Decisión                | 3                   | 3:00                |
| 2017-09-10                                          | Victoria            | Rafi Bohic                      | Lumpinee Stadium                                   | Bangkok, Tailandia                | Decisión                | 5                   | 3:00                |
| 2017-08-05                                          | Victoria            | Craig Dickson                   | Top King 15                                        | Tailandia                         | Decisión                | 3                   | 3:00                |
| 2017-06-17                                          | Derrota             | Rafi Bohic                      | Lumpinee Stadium                                   | Bangkok, Tailandia                | Decisión                | 5                   | 3:00                |
| Loses the Lumpinee Stadium −147lbs belt.            |                     |                                 |                                                    |                                   |                         |                     |                     |
| 2017-06-17                                          | Derrota             | Nontakit Tor.Morsri             | Kiatpetch + PKsaenchai promotion, Lumpinee Stadium | Bangkok, Tailandia                | Decisión                | 5                   | 3:00                |
| 2017-03-19                                          | Derrota             | Nontakit Tor.Morsri             | Channel 7 Stadium                                  | Bangkok, Tailandia                | Decisión                | 5                   | 3:00                |
| Lost the Channel 7 Stadium −147 lbs title.          |                     |                                 |                                                    |                                   |                         |                     |                     |
| 2016-12-18                                          | Victoria            | Vinailek Sor.Jor.Vichitpadriew  | Chiang Mai Boxing Stadium                          | Chiang Mai, Tailandia             | Decisión                | 5                   | 3:00                |
| 2016-10-07                                          | Victoria            | Rafi Bohic                      | Lumpinee Stadium                                   | Bangkok, Tailandia                | Decisión                | 5                   | 3:00                |
| 2016-09-02                                          | Victoria            | Rafi Bohic                      | Lumpinee Stadium                                   | Bangkok, Tailandia                | Decisión                | 5                   | 3:00                |
| Wins Lumpinee Stadium −147 lbs belt.                |                     |                                 |                                                    |                                   |                         |                     |                     |
| 2016-08-16                                          | Victoria            | Valentin Thibaut                | Fighting Man                                       | China                             | Decisión                | 5                   | 3:00                |
| 2016-07-24                                          | Victoria            | Nontakit Tor.Morsri             | Channel 7 Stadium                                  | Bangkok, Tailandia                | Decisión                | 5                   | 3:00                |
| 2016-06-28                                          | Victoria            | Simanut Sor.Sarinya             |                                                    | Provincia de Phang Nga, Tailandia | Decisión                | 5                   | 3:00                |
| 2016-05-01                                          | Derrota             | Simanut Sor.Sarinya             | Jitmuangnon Stadium                                | Bangkok, Tailandia                | Decisión                | 5                   | 3:00                |
| 2016-03-20                                          | Victoria            | Simanut Sor.Sarinya             | Channel 7 Stadium                                  | Bangkok, Tailandia                | Decisión                | 5                   | 3:00                |
| Wins the Channel 7 Stadium 147 lbs title.           |                     |                                 |                                                    |                                   |                         |                     |                     |
| 2016-02-21                                          | Victoria            | Simanut Sor.Sarinya             | Jitmuangnon Stadium                                | Bangkok, Tailandia                | Decisión                | 5                   | 3:00                |
| 2016-12-18                                          | Derrota             | Vinailek Sor.Jor.Vichitpadriew  |                                                    | Bangkok, Tailandia                | Decisión                | 5                   | 3:00                |
| 2015-12-20                                          | Victoria            | Vinailek Sor.Jor.Vichitpadriew  | Jitmuangnon Stadium                                | Bangkok, Tailandia                | Decisión                | 5                   | 3:00                |
| 2015-11-08                                          | Victoria            | Phetmakok Sitdabmai             | Channel 7 Stadium                                  | Bangkok, Tailandia                | Decisión                | 5                   | 3:00                |
| 2015-07-19                                          | Derrota             | Bird Kham                       | SeaTV Khmer Thai Boxing                            | Camboya                           | Decisión                | 5                   | 3:00                |
| 2014-07-20                                          | Derrota             | Tsukuru Midorikawa              | SNKA MAGNUM 35                                     | Tokio, Japón                      | Decisión (Unánime)      | 5                   | 3:00                |
| 2010-01-01                                          | Victoria            | Silpachai Sakulrattana          | Petchyindee, Lumpinee Stadium                      | Bangkok, Tailandia                | Decisión                | 5                   | 3:00                |
| 2009-11-28                                          | Victoria            | Silpachai Sakulrattana          | Omnoi Stadium                                      | Samut Sakhon, Tailandia           | Decisión                | 5                   | 3:00                |
| 2009-10-07                                          | Derrota             | Dechrit Sor Thanayong           | Daorung, Rajadamnern Stadium                       | Bangkok, Tailandia                | Decisión                | 5                   | 3:00                |
| 2009-07-29                                          | Derrota             | Fasathan Kor.Saphaothong        | Kiatsingnoi, Rajadamnern Stadium                   | Bangkok, Tailandia                | KO                      | 3                   |                     |
| 2009-05-12                                          | Derrota             | Dechrit Sor Thanayong           | Lumpinee Stadium                                   | Bangkok, Tailandia                | Decisión                | 5                   | 3:00                |
| 2009-03-05                                          | Derrota             | Palangtip Kor Sapaothong        | Lumpinee Stadium                                   | Bangkok, Tailandia                | KO                      | 5                   |                     |
| 2009-02-07                                          | Derrota             | Palangtip Kor Sapaothong        | Lumpinee Stadium                                   | Bangkok, Tailandia                | Decisión                | 5                   | 3:00                |
| 2009-01-10                                          | Empate              | Saenkeng Nopparat               | Jao Muay Thai, Omnoi Stadium                       | Samut Sakhon, Tailandia           | Decisión                | 5                   | 3:00                |
| 2008-09-25                                          | Derrota             | Wirayut Lukphetnoi              | Rajadamnern Stadium                                | Bangkok, Tailandia                | Decisión                | 5                   | 3:00                |
| 2008-05-06                                          | Victoria            | Khunponjiew Saengsawangphantpla | Petchyindee, Lumpinee Stadium                      | Bangkok, Tailandia                | Decisión                | 5                   | 3:00                |
| 2008-03-28                                          | Derrota             | Panomroonglek Kiatmoo9          | Lumpinee Stadium                                   | Thailand                          | Decisión                | 5                   | 3:00                |
| For the Lumpinee Stadium 115 lbs title.             |                     |                                 |                                                    |                                   |                         |                     |                     |
| 2008-02-05                                          | Victoria            | Hokun Sitkruwat                 | Krikkrai, Lumpinee Stadium                         | Bangkok, Tailandia                | Decisión                | 5                   | 3:00                |
| 2007-12-07                                          | Victoria            | Norasing Lukbanyai              | Lumpinee 51st Anniversary, Lumpinee Stadium        | Bangkok, Tailandia                | Decisión                | 5                   | 3:00                |
| Wins Lumpinee Stadium 112 lbs title.                |                     |                                 |                                                    |                                   |                         |                     |                     |
| 2007-09-28                                          | Victoria            | Saeksan Or. Kwanmuang           | Lumpinee Stadium                                   | Bangkok, Tailandia                | Decisión                | 5                   | 3:00                |
| Wins the Thailand 112 lbs title.                    |                     |                                 |                                                    |                                   |                         |                     |                     |
| 2007-06-22                                          | Derrota             | Saeksan Or. Kwanmuang           | Phetsupapan, Lumpinee Stadium                      | Bangkok, Tailandia                | Decisión                | 5                   | 3:00                |
| 2007-04-23                                          | Derrota             | Saeksan Or. Kwanmuang           | Sor Sommai, Rajadamnern Stadium                    | Bangkok, Tailandia                | Decisión                | 5                   | 3:00                |
| 2007-02-13                                          | Victoria            | Yodratchan Kiatbanphot          | Petchpiya, Lumpinee Stadium                        | Bangkok, Tailandia                | Decisión                | 5                   | 3:00                |
| 2007-01-08                                          |                     | Hokun Sitkruwat                 | Lumpinee Stadium                                   | Bangkok, Tailandia                |                         |                     |                     |
| 2006-11-10                                          | Derrota             | Nasilek Sor.Bonliang            | Lumpinee Stadium                                   | Bangkok, Tailandia                | Decisión                | 5                   | 3:00                |
| 2006-10-06                                          | Victoria            | Lek Thanasuranakorn             | EminentAir, Lumpinee Stadium                       | Bangkok, Tailandia                | Decisión                | 5                   | 3:00                |
| 2006-08-04                                          | Victoria            | Petchboonchuay Borplaboonchu    | Petchyindee, Lumpinee Stadium                      | Bangkok, Tailandia                | Decisión                | 5                   | 3:00                |
| 2006-06-08                                          | Derrota             | Khaosod KilaAngthong            | Daorung, Rajadamnern Stadium                       | Bangkok, Tailandia                | Decisión                | 5                   | 3:00                |
| 2006-05-05                                          | Victoria            | Yodpoj Sor.Skawarat             | Lumpinee Stadium                                   | Bangkok, Tailandia                | Decisión                | 5                   | 3:00                |
| 2006-03-09                                          | Victoria            | Krij KilaThungSong              | Daorung, Rajadamnern Stadium                       | Bangkok, Tailandia                | Decisión                | 5                   | 3:00                |
| 2006-02-10                                          | Derrota             | Burengnong Romsrithong          | Fairtex, Lumpinee Stadium                          | Bangkok, Tailandia                | Decisión                | 5                   | 3:00                |
| 2006-01-10                                          | Victoria            | Burengnong Romsrithong          | Daorung, Rajadamnern Stadium                       | Bangkok, Tailandia                | Decisión                | 5                   | 3:00                |